# Letopisețul Cantacuzinesc
Letopisețul Cantacuzinesc [titlu complet Istoria Țării Românești de când au descălecat pravoslavnicii creștini (1290–1690)] este o cronică românească (în fapt o compilație). Scrisă în a doua jumătate a secolului al XVII-lea, cronica este favorabilă familiei Cantacuzino, în contextul conflictului politic cu familia Băleanu. Odată cu venirea la domnie a lui Șerban Cantacuzino, fapt care a marcat victoria Cantacuzinilor, scrierea a circulat liber.
Primul editor al cronicii, istoricul Nicolae Bălcescu, nu s-a preocupat asupra paternității scrierii, atribuind-o mai multor autori anonimi. Odată cu N. Iorga, a fost propus ca autor al cronicii Stoica Ludescu. Această teză a fost adoptată și de N. Cartojan și de către Constantin Giurescu, pentru a fi contestată de I. Ionașcu și Dan Simonescu.
Letopisețul acoperă un interval de circa 400 de ani; pot fi distinse două părți, din care prima corespunde primilor 370 de ani, iar a două conține textul ce acoperă următorii 30 de ani, până în 1690.
O traducere în germană a fost realizată în 1727 de cărturarul sas Johann Filstich, rectorul Gimnaziului Luteran din Brașov.

## Ediții
Letopisețul s-a păstrat într-un mare număr de manuscrise, fapt care a îngreunat apariția unei ediții critice. Ediția lui Bălcescu în Magazin istoric pentru Dacia s-a bazat pe un manuscris care aparținuse lui Ștefan Cantacuzino.
- Istoria Tǎrii Romînești, 1290 - 1690: Letopisețul Cantacuzinesc, Întocmitǎ de C. Grecescu și D. Simonescu, București: Editura Academiei Republicii Populare Romîne, 1960
- Letopisețul cantacuzinesc – versiune electronică